# Аматерасу
Аматерасу Омиками (на японски: 天照大神, произношение あまてらすおおみかみ) е японско шинтоистко божество. Превежда се буквално като „богинята, която блести в небето“.

## Митология
Аматерасу е владетелката на Небесната равнина. Тя е асоциирана със Слънцето и е източникът на светлината в света. Родила се е от лявото око на баща си, Идзанаги.
Съществуват няколко варианта на този мит, и това е един от тях. Нейният брат, бог Сусаноо, бил винаги ужасно подъл спрямо нея. Един ден той хвърлил конска кожа в нейния храм. Девойките от храма шиели и остър шивашки инструмент случайно пробол до смърт една от девойките.
Сърдита, Аматерасу се скрила в пещера зад голям камък и останалият свят се загубил в тъмнина.
Другите богове се заели да я извадят иззад камъка. Те направили голямо събиране пред скалата, и Аматерасу била толкова любопитна, че ги попитала какво става. Един от боговете ехидно отговорил: „Друга велика богиня се появи и правим тържество за нея.“ Когато наивната Аматерасу се показала иззад камъка малко, за да погледне, един от боговете я издърпал изотзад и дневната светлина засияла над света отново.
Така любопитството на божеството станало причина за победата над тъмнината.

## Асоциация с японското имперско семейство
Легендата твърди, че от богинята Аматерасу водят своето родословие владетелите на Японската империя – представителите на най-дълго управляващата династия на Земята и единствена за страната (от VI век пр.н.е.). Според традицията, първият император, Джинму, е далечен потомък на Аматерасу.
Хилядолетната традиция за божествения произход на императора обаче е изоставена под натиска на САЩ през 1945 г. след поражението на империята във Втората световна война.